# 砿区 (陽泉市)
砿区（こう-く）は中華人民共和国山西省陽泉市に位置する市轄区。

## 行政区画
- 街道:平潭街街道、蔡窪街道、賽魚街道、沙坪街道、貴石溝街道、橋頭街道